# اصطفاء زمري

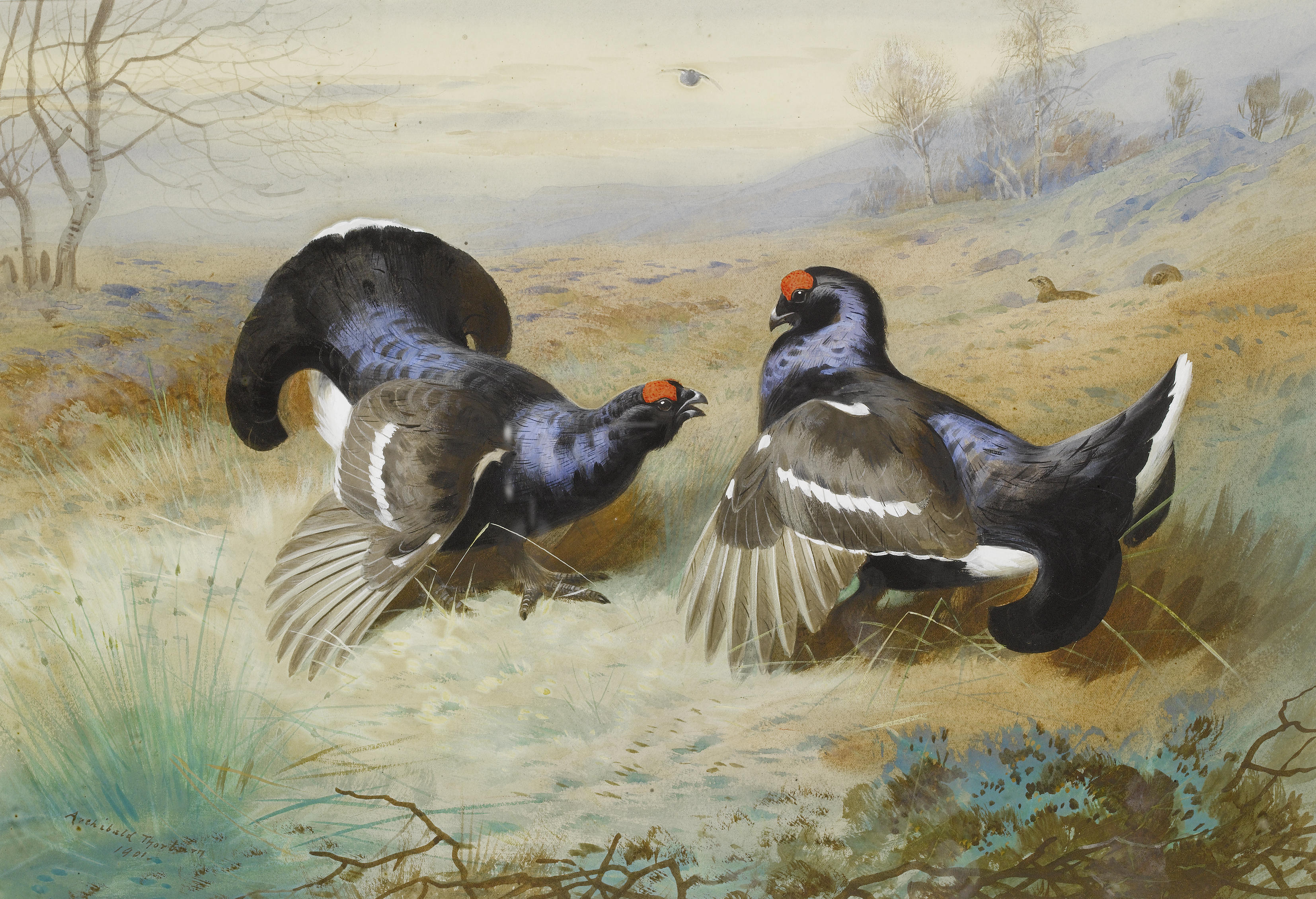

الاصطفاء الزمري هو نظرية في علم الأحياء التطوري تنص على أنَّ سمات وراثية أو ألائل معينة قد تتثبت أو تنتشر في التجمع بسبب الفائدة التي تعود بها على الجماعة (الزمرة) بأكملها، حتى وإن كانت لا تنفع الأفراد أو تضرهم. هذه الآلية تفسر السمات التي لا يمكن عزوها لعمل الاصطفاء الطبيعي على الألائل الفردية أو صلاحية أفراد هذه الزمرة. ففي الاصطفاء الزمري، الوحدة التي يعمل عليها الاصطفاء الطبيعي هي الزمرة وليس الأفراد أو الجينات. والزمرة يمكن أن تكون تجمعاً أحيائياً، نوعاً، أو أي وحدة تصنيفية أخرى.
كثيرون استخدموا الاصطفاء الزمري لتفسير التكيفات، وعلى وجه الخصوص كوبنر وين-إدواردز [الإنجليزية]. ولكن أهمية الاصطفاء الزمري كآلية للتطور تعرضت للكثير من التشكيك من قبل النقاد، وبالتحديد كريستوفر ويليامز [الإنجليزية]، ماينرد سميث وكريس بيرينز (1964). إلا أنَّ بعض العلماء تابعوا هذه الفكرة خلال العقود الآخيرة، وحديثاً بدأت تشهد الأمثلة على الاصطفاء الزمري إحياءً.
قال المؤلفون الأوائل مثل فيرو كوبنر واين إدواردز وكونراد لورنتس، أنّ سلوك الحيوانات يمكن أن يؤثر على استمراريتهم وتكاثرهم كجماعات، متحدثين عن الأفعال التي تصب في صالح النوع. بينما جادل علماء الأحياء التطوريون -مثل جون ماينارد سميث- في منتصف الستينيات، بأنّ الاصطفاء الطبيعي يكون بشكل أساسي على المستوى الفردي. وقالوا -بالاعتماد على النماذج الرياضية- بأنّ الأفراد لن يضحوا بالصلاحية الحيوية بإيثار لصالح المجموعة، كذلك أقنعوا غالبية علماء الأحياء بأنّ الاصطفاء الزمري لم يحدث إلا في حالات خاصة، كما في الحشرات الاجتماعية الفَرْدانِيَّة الضِّعْفانِيَّة -مثل نحل العسل (من غشائيات الأجنحة)، التي يكون اصطفاء القرابة فيها ممكنًا.
دافع ديفيد سلون ويلسون وإليوت سوبر في عام 1994 عن الاصطفاء متعدد المستويات، بما في ذلك الاصطفاء الزمري، وذلك بالاعتماد على أن المجموعات كما الأفراد يمكن أن تتنافس. وفي عام 2010، قام ثلاثة علماء بإعادة النظر في الحجج الخاصّة بالاصطفاء الزمري، وكان من بينهم إدوارد أوسبورن ويلسون المعروف بأعماله حوله الحشرات الاجتماعية وخاصةً النمل. جادل هؤلاء العلماء بإمكانية حدوث الاصطفاء الزمري عند وجود منافسة بين مجموعتين أو أكثر، فحينها يكون احتواء بعض المجموعات أفرادًا يتصرفون بإيثار ويتعاونون معًا، أكثر أهميةً للبقاء من المنافسة بين الأفراد داخل كل مجموعة. لاقت مقترحاتهم دحضًا قويًا من مجموعة كبيرة من علماء الأحياء التطورية.

## التطورات الباكرة
وضع تشارلز داروين نظرية التطور في كتابه «أصل الأنواع»، كما اقترح أولًا الاصطفاء الزمري في كتابه «أصل الإنسان»، حين قال بأنّ تطور الجماعات يمكن أن يؤثر على بقاء الأفراد. حيث كتب قائلًا: «إذا اخترع رجل في قبيلة... شركًا أو سلاحًا جديدًا، فستزداد القبيلة في العدد، وتنتشر، وتحل محل القبائل الأخرى. وفي قبيلة أكثر عددًا، ستكون هناك دائمًا فرصة أفضل لولادة أفراد متفوقين ومبتكرين».
بمجرد قبول الداروينية في التركيبة التطورية الحديثة في منتصف القرن العشرين، شُرِحَ السلوك الحيواني بسلاسة عبر فرضيات غير مدعومة حول القيمة البقائية، والتي اعتُبِرَت حينها أمرًا مسلمًا به إلى حد كبير. قال كونراد لورنتس في كتابه «عن العدوان» الصادر عام 1966، بأنّ أنماط السلوك الحيواني كانت «لصالح النوع»، دون دراسة قيمة البقاء على قيد الحياة في الواقع. انتقده ريتشارد دوكينز قائلًا بأن أفكاره حول الاصطفاء الزمري تتعارض مع الداروينية الجديدة. أثنى عالم السلوك الحيواني نيكو تينبرجن على اهتمام لورنتس بالقيمة البقائية للسلوك، وأعجب علماء الطبيعة بكتابات لورنتس لنفس السبب.
استُخدِم الاصطفاء الزمري في عام 1962 كتفسير شائع للتكيف من قبل عالم الحيوان فيرو كوبنر واين إدواردز، وفي عام 1976، نشر ريتشارد دوكينز كتابه الشهير «الجين الأناني» حول أهمية التطور على مستوى الجين أو الفرد.
شكك كل من جون ماينارد سميث (1964)، وكريس بيرنس (1964)، وجورج ويليامز في كتابه «التكيف والاصطفاء الطبيعي» الصادر عام (1966)، بالاصطفاء الزمري كآلية تطور رئيسية. وكان كتاب ويليامز «الاصطفاء الزمري» الصادر عام 1971عبارة عن كتابات لعدة مؤلفين حول نفس الموضوع.
جرى الاتفاق منذ ذلك الوقت على أنّ الاستثناء الرئيسي لاصطفاء الزمر الاجتماعية هو الحشرات الاجتماعية، واقتصر التفسير على نظام التوريث الفريد (متضمنًا الفردانية الضِّعْفانية) الخاص بغشائيات الأجنحة الاجتماعية، والذي يشجع اصطفاء الأقارب لأن العاملين ذوي قرابة وثيقة.

## التطبيقات

### استراتيجيات الاستقرار التطوري المختلفة
لكي تحصل الزمرة كاملة على نفس السمة، يجب أن تنتشر عبر أفرادها أجمعين عن طريق التطور النظامي أولًا، وهذه هي المشكلة في الاصطفاء الزمري. وبحسب ما اقترح جون ليسلي ماكي؛ عند وجود مجموعات مختلفة عديدة، يمتلك كل منها استراتيجيات استقرار تطوري مختلفة، سيحدث اصطفاء بين تلك الاستراتيجيات المختلفة، فبعضها سيكون أسوأ من غيره. على سبيل المثال: ستتفوق الزمرة التي يتمتع جميع أفرادها بالإيثار على الزمرة التي يتصرف فيها كل فرد لمصلحته الخاصة، لذلك قد يبدو الاصطفاء الزمري معقولًا، لكن المجموعة التي يحمل جزء من أفرادها فقط سمة الإيثار، ستكون عرضة لغش الأفراد غير الإيثاريين داخل المجموعة، وبذلك سينهار الإصفاء الزمري.

### التداعيات في علم الأحياء التجمعي
يمكن أن تؤثر السلوكيات الاجتماعية مثل الإيثار وعلاقات المجموعة على العديد من جوانب الديناميات السكانية، مثل التنافس الحيوي (التنافس ضمن النوع)، والتفاعلات بين الأنواع. قال داروين في عام 1871 بأنّ الاصطفاء الزمري يحدث عندما تكون فوائد التعاون أو الإيثار بين التجمعات الفرعية أكبر من الفوائد الفردية للأنانية ضمن المجموعة الفرعية. يدعم ذلك فكرة الاصطفاء متعدد المستويات، ولكن القرابة تلعب أيضًا دورًا أساسيًا، لأن العديد من التجمعات الفرعية تتألف من أفراد مرتبطين ارتباطًا وثيقًا. تمثل العلاقات بين الأسود مثالًا على ذلك؛ فهي متعاونة ومتنافسة محليًا في نفس الوقت.
```
يحمي الذكور القطيع من الذكور الخارجيين، بينما تقوم الإناث –يكن أخوات عادةً- بتربية الأشبال والصيد معًا. ومع ذلك، يبدو أنّ هذا التعاون معتمد على الكثافة؛ عندما تكون الموارد محدودة، فإنّ الاصطفاء الزمري يُفضِّل القطعان التي يتعاون أفرادها معًا في الصيد، وعندما تكون الفرائس وفيرة، يصبح التعاون غير مفيدًا بما فيه الكفاية ليتفوّق على عيوب الإيثار، كما يصبح الصيد غير تعاوني بعد ذلك.
[
20
]
```

يمكن أن تتأثر التفاعلات بين الأنواع المختلفة أيضًا بالاصطفاء متعدد المستويات، كما يمكن أن تتأثر أيضًا العلاقات بين المفترس والفريسة. تقوم أفراد بعض أنواع القرود بإصدار أصوات لتحذير المجموعة من اقتراب مفترس؛ تطور هذه السمة يفيد المجموعة عبر توفير الحماية لهم، ولكن قد يكون ضارًا للفرد إذا لفت إصدار الصوت انتباه المفترس إليه. يمكن للاصطفاء متعدد المستويات واصطفاء القرابة أن يغيرا الديناميات السكانية للنظام البيئي من خلال التأثير على مثل هذه التفاعلات بين الأنواع.
يحاول الاصطفاء متعدد المستويات شرح تطور السلوك الإيثاري من حيث الوراثة الكمية، ويمكن تحقيق زيادة تواتر أو تثبيت أليلات الإيثار من خلال اصطفاء القرابة، حيث ينخرط الأفراد في سلوك الإيثار لتعزيز لياقة الأفراد المتماثلين وراثيًا كالأشقاء. ومع ذلك، يمكن أن يؤدي ذلك إلى انحدار زواج الأقارب، مما يقلل عادة من اللياقة العامة للمجموعة. ولكن إذا جرى اصطفاء الإيثار بسبب فائدته العائدة على المجموعة وليس بسبب معامل الارتباط وفائدة الأقارب، سيكون الحفاظ على التنوع الجيني وسمة الإيثار ممكنًا، ومع ذلك، يجب أن يبقى معامل الارتباط أحد الاعتبارات الرئيسية في دراسات الاصطفاء متعدد المستويات. كان الإصفاء متعدد المستويات المفروض تجريبيًا على طائر السمان الياباني أكثر فعالية من حيث الحجم على مجموعات الأقارب ذات الصلة الوثيقة أكثر من مجموعات الأفراد العشوائية.

### التطور الجيني الثقافي المشترك لدى البشر
التطور الجيني الثقافي المشترك (وتسمى أيضًا نظرية الوراثة المزدوجة)، هي فرضية حديثة (تنطبق في الغالب على البشر) تجمع بين البيولوجيا التطورية وعلم الأحياء الاجتماعي الحديث للإشارة إلى الاصطفاء الزمري. وفيها تعامل الثقافة كنظام تطوري منفصل يعمل بالتوازي مع التطور الوراثي المعتاد لتغيير السمات البشرية. ويُعتَقَد أنّ هذا النهج الذي يجمع بين التأثير الجيني والتأثير الثقافي على مدى عدة أجيال غير موجود في الفرضيات الأخرى مثل الإيثار المتبادل واصطفاء القرابة، مما يجعل التطور الجيني الثقافي المشترك أحد أقوى الفرضيات الواقعية للاصطفاء الزمري. يقدم أحد الأبحاث دليلًا تجريبيًا على أنّ الاصطفاء الزمري يحدث في البشر حاليًا من خلال الألعاب المنطقية -مثل معضلة السجين، وهو نوع التفكير الذي طوره البشر منذ أجيال عديدة.
يسمح التطور الجيني الثقافي المشترك للبشر بتطوير تكيفات متميزة للغاية مع الضغوط والبيئات المحلية بشكل أسرع من التطور الوراثي وحده. افترض روبرت بويد وبيتر ريتشرسون، وهما من المؤيدين الأقوياء للتطور الثقافي، أنّ التعلم الاجتماعي أو التعلم في المجموعة -كما في الاصطفاء الزمري- يسمح للتجمعات البشرية بتجميع المعلومات على مدى أجيال عديدة. وهذا أدّى إلى التطور الثقافي للسلوكيات والتكنولوجيا إلى جانب التطور الوراثي. يعتقد بويد وريتشرسون أنّ القدرة على التعاون تطورت قبل مليون عام خلال العصر البليستوسيني الأوسط استجابةً للمناخ سريع التغير.
درس العالم السلوكي هربرت جينتيس التطور الثقافي إحصائيًا في عام 2003، وقدّم دليلًا على أنّ المجتمعات التي تروّج للمعايير الموالية للمجتمع لديها معدلات بقاء أعلى من المجتمعات التي لا تفعل ذلك. كتب جينتيس أنّ التطور الوراثي والثقافي يمكن أن يعملا معًا. تنقل الجينات المعلومات في الحمض النووي الريبوزي منقوص الأوكسجين، وتنقل الثقافات المعلومات المشفرة في العقول أو المصنوعات أو الوثائق. تمتلك اللغة، والأدوات (والأسلحة الفتاكة، والنار، والطهي، وما إلى ذلك) تأثير طويل المدى على علم الوراثة. على سبيل المثال: أدّى الطهي إلى تقليل حجم الأمعاء البشرية، بسبب الحاجة إلى قدر أقل من الهضم للطعام المطبوخ؛ أدّت اللغة إلى تغيير في الحنجرة البشرية وزيادة في حجم الدماغ؛ أدّت الأسلحة القاذفة إلى تغيرات في الأيدي والأكتاف البشرية، فالبشر أفضل بكثير في إلقاء الأشياء من الشمبانزي -أقرب الأقرباء إلى الإنسان.